# B-Sides and Otherwise
B-Sides and Otherwise é uma compilação de temas de lados B e músicas inéditas da banda Morphine.
| Críticas profissionais                                                      | Críticas profissionais |
| Avaliações da crítica                                                       | Avaliações da crítica  |
| Fonte                                                                       | Avaliação              |
| --------------------------------------------------------------------------- | ---------------------- |
| allmusic                                                                    | [ 1 ]                  |
| Esta tabela precisa de ser acompanhada por texto em prosa. Consulte o guia. |                        |

## Faixas
1. "Have A Lucky Day" ^
2. "All Wrong" ^
3. "I Know You-Part Two" ^
4. "Bo's Veranda"
5. "Mile High"
6. "Shame"
7. "Down Love's Tributaries"
8. "Kerouac"
9. "Pulled Over The Car"
10. "Sundayafternoonweightlessness"
11. "Mail"
12. "My Brain"
13. "Virgin Bride"

- Faixas com (^) gravadas ao vivo

## Créditos
- Dana Colley - saxofones
- Mark Sandman - baixos, voz, teclado, guitarras
- Billy Conway - bateria e percussão